# Ottone X di Weimar-Orlamünde

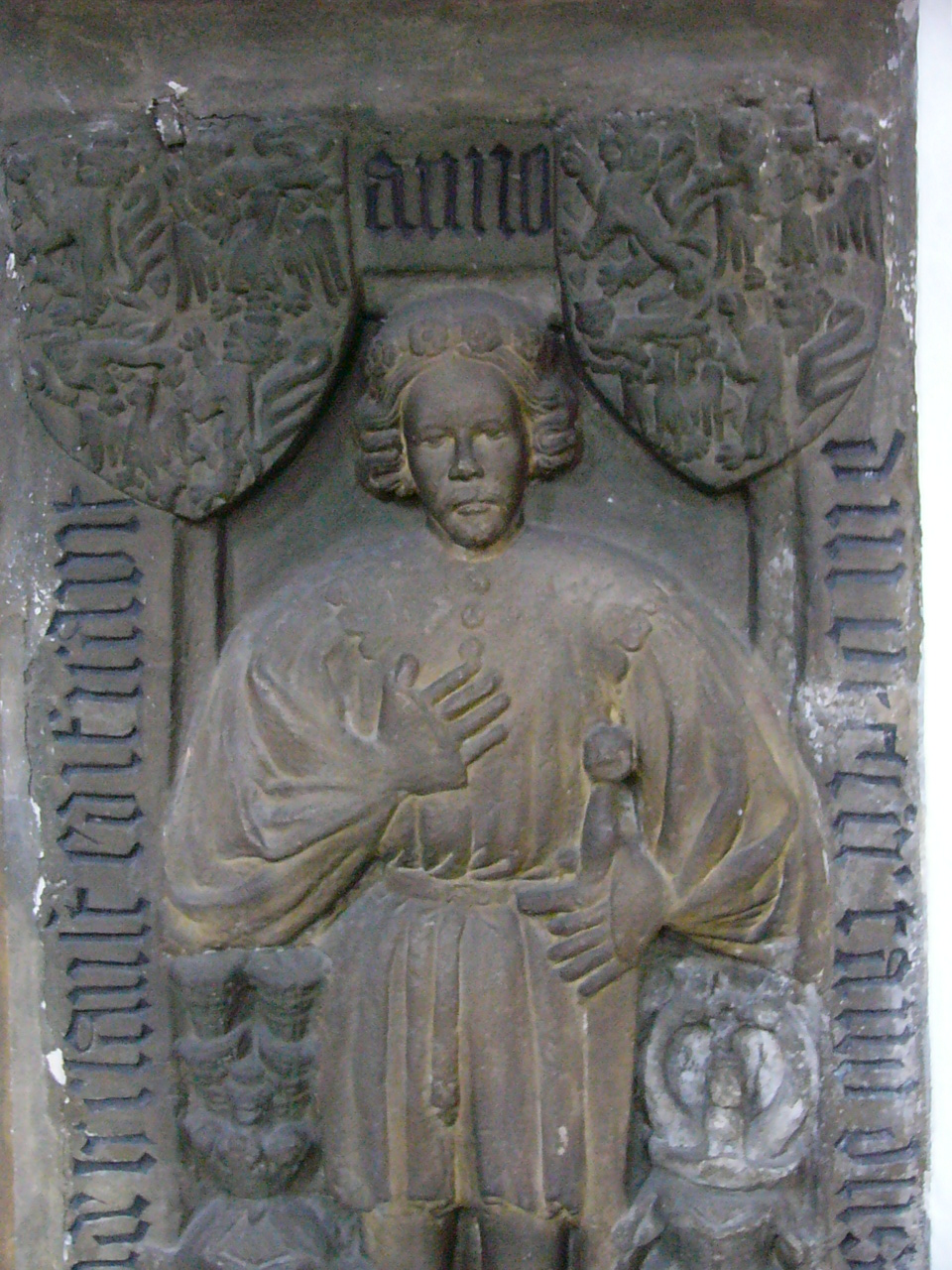
Sezione dall'epitaffio

Ottone X di Weimar-Orlamünde secondo un diverso metodo di conteggio Ottone VII con il suffisso vor dem Walde, (... – Ludwigsstadt, 1403) apparteneva alla linea degli Ascanidi di Weimar-Orlamünde, e deteneva vasti possedimenti in quello che oggi è il zona di confine tra Turingia e Alta Franconia.

## Biografia
Ottone X discendeva da una linea collaterale degli Ascanidi, che perse la sua contea a favore dei Wettin alla fine del XIV secolo. Era il figlio di Federico II (III) di Orlamünde-Lauenstein (-1357/1367) e Sofia di Schwarzburg-Blankenburg (-1388), una discendente di Ermanno III. Con il nipote di Ottone X, il consigliere privato dell'Elettorato di Brandeburgo Federico VI († dopo il 1486), e sua figlia Caterina († dopo il 1544), monaca nel monastero di Heiligkreuz vicino a Saalburg, morirono gli ultimi membri di questa stirpe.
Aveva vasti possedimenti anche al passaggio dalle montagne di ardesia della Turingia alla Frankenwald, e possedimenti a Lichtenberg, Magdala e Graefenthal (1387). Fu signore del castello di Lauenstein e del castello di Schauenforst (1394). Il suo epitaffio si trova a Ludwigsstadt.

## Matrimonio e figli
Ottone X si sposò (intorno all'8 luglio 1395) con Lukardis di Gera (1335-tra il 16 maggio 1399 e 18 agosto 1415), figlia di Enrico V, Vogt e signore di Gera (1308–1377) e della contessa Mechtild di Käfernburg (1302-1376). Essi ebbero i seguenti figli:
- Guglielmo di Weimar-Orlamünde-Lauenstein (prima del 1395-tra il 15 ottobre 1450 e il 3 marzo 1460) ∞ (prima del 14 marzo 1427) Caterina di Blankenhain († prima del 1427);
- Sigismondo di Weimar-Orlamünde-Lichtenberg (prima del 1395-2 luglio 1447);
- Anna di Weimar-Orlamünde († dopo il 1437);
- Ottone XI (IX) di Weimar-Orlamünde-Gräfenthal († dopo il 30 marzo 1460) ∞ Agnese di Beichlingen († prima del 1422);
- Elena di Weimar-Orlamünde, badessa del monastero di Hof (1435-1465);
- Elisabetta di Weimar-Orlamünde († dopo il 15 giugno 1449) ∞ conte Enrico XXII (XVIII) di Schwarzburg-Leutenberg (1375–1434/38).